# 乌米亚尔·马夫利哈诺夫
乌米亚尔·阿卜杜洛维奇·马夫利哈诺夫（俄语：Умяр Абдуллович Мавлиханов，1937年9月24日—1999年7月14日），苏联男子击剑运动员。他曾参加1960年、1964年和1968年三届夏季奥运会，共收获两枚金牌和一枚铜牌。